# Ba Đình

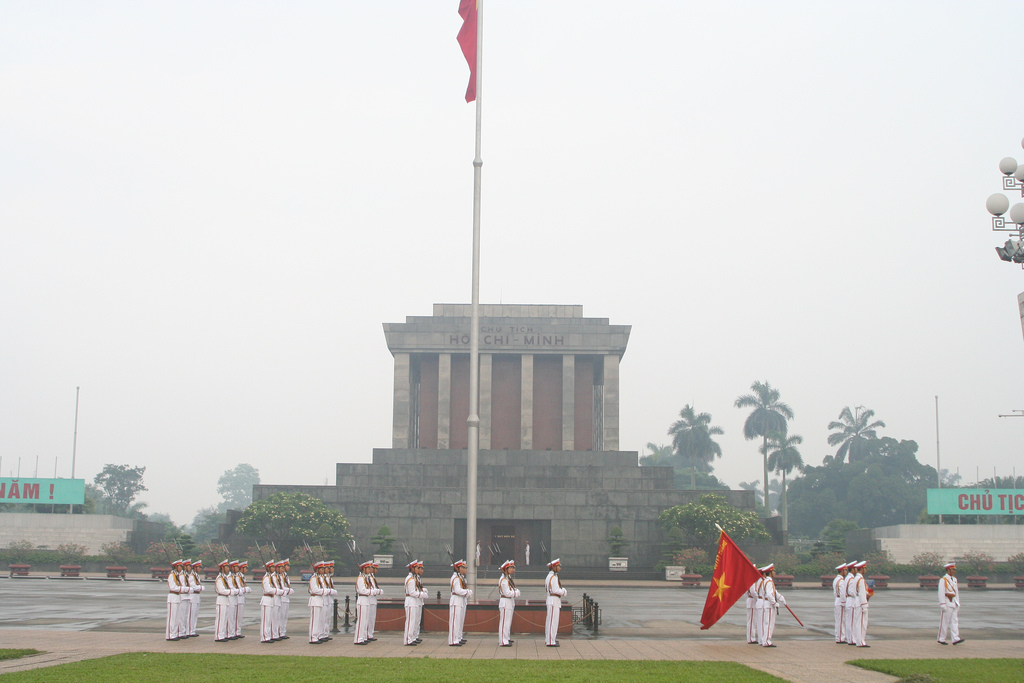
Ho Chi Minhs mausoleum i Ba Dinh.

Ba Đình är ett urbant distrikt (quận) i Vietnams huvudstad Hanoi, och ligger väster om Hoan Kiem-distriktet. Folkmängden uppgick till 225 910 invånare vid folkräkningen 2009. Här finns ett konstmuseum (Bao Tang My Thuat) som innehåller både traditionell och modern vietnamesisk konst. Ett armémuseum finns också med sovjetiska och kinesiska vapen men även beslagtagna franska och amerikanska. Militärområdet Citadellet ligger i östra delen av Ba Đình.